# Ferrovia Macomer-Bosa
La ferrovia Macomer-Bosa è una linea ferroviaria turistica a scartamento ridotto della Sardegna, gestita dall'ARST nell'ambito del servizio Trenino Verde. La linea tuttavia termina dal 1995 nello scalo di Bosa Marina, visto che la tratta tra questa stazione e quella di Bosa non è più percorribile.

## Storia
La Macomer - Bosa venne progettata e costruita nell'ultima parte del XIX secolo dalle Strade Ferrate Secondarie della Sardegna, per collegare Bosa e i comuni limitrofi a Macomer, da dove poi sarebbe stato possibile prendere i treni della Compagnia Reale delle Ferrovie Sarde in transito sulla Dorsale Sarda, oppure prendere i convogli SFSS per Nuoro: nell'ultimo caso si parlò spesso di una linea unica Bosa-Macomer-Nuoro, seppur si trattasse di due ferrovie, quella per Bosa e quella per Nuoro, entrambe con capolinea Macomer.

L'originario capolinea di Bosa nel 1935, in occasione dell'inaugurazione delle automotrici "Emmine" delle FCS

I lavori di costruzione della ferrovia, lunga in origine 48 km e progettata a binario unico con scartamento da 950 mm e trazione a vapore, furono conclusi nel 1888, e il 26 dicembre di quello stesso anno i primi treni transitarono sulla linea, che pochi anni dopo fu collegata alla Cagliari-Golfo Aranci delle Ferrovie Reali come la Macomer-Nuoro, grazie alla costruzione di un raccordo tra le due stazioni di Macomer. Il percorso originario della linea fu modificato pochi decenni dopo, infatti già negli anni dieci del Novecento fu realizzata una variante tra gli scali di Modolo e Bosa, che permise il transito dei treni nella frazione costiera di Bosa Marina. Tale variante fu aperta al traffico nel maggio 1915. Sei anni dopo l'intera rete SFSS, compresa la Macomer-Bosa, passò alle Ferrovie Complementari della Sardegna, che a metà degli anni trenta introdussero sulla linea le prime automotrici Diesel, che velocizzarono i tempi di percorrenza rispetto ai convogli trainati da locomotive a vapore.

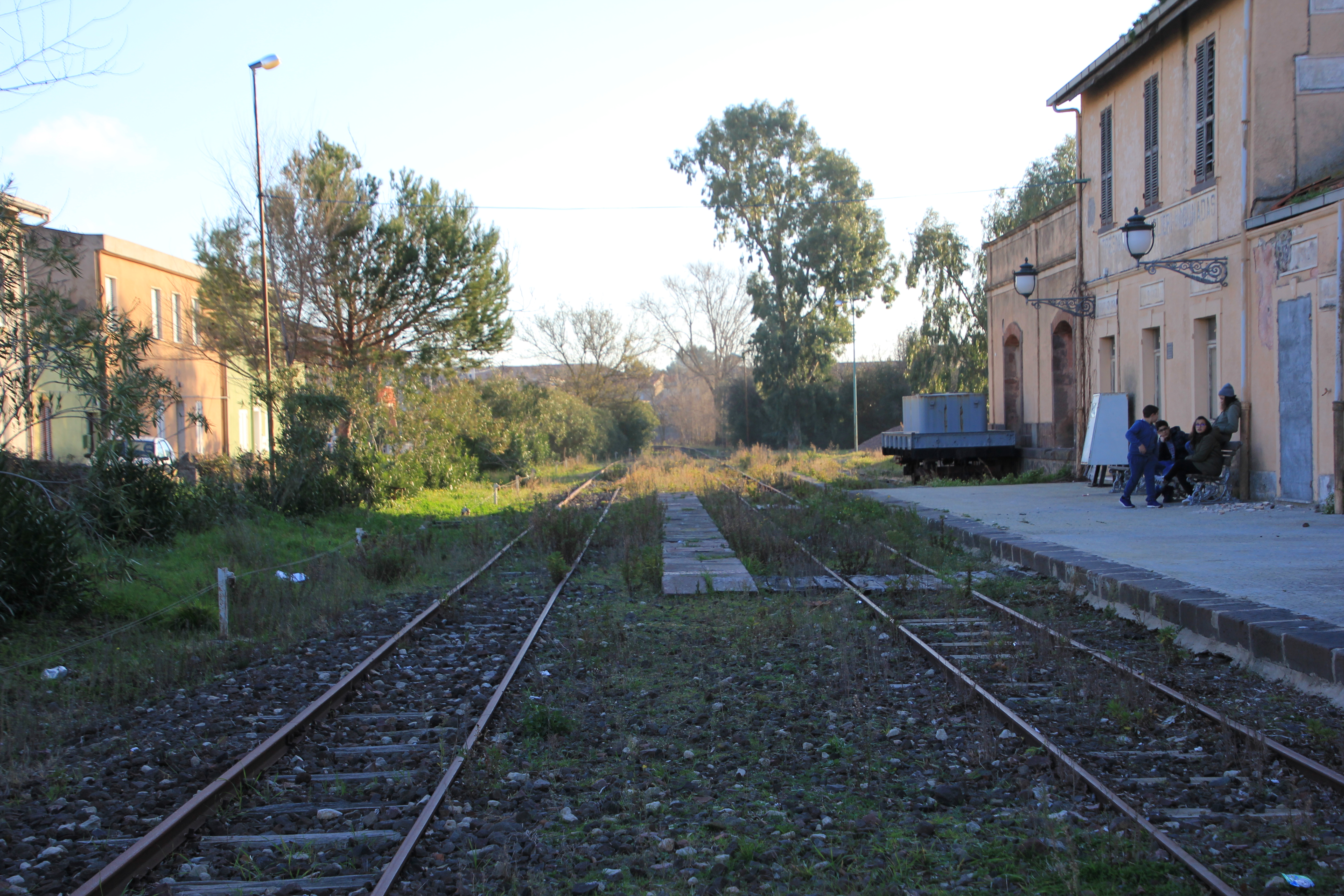
La stazione di Tresnuraghes-Cuglieri-Magomadas fu il capolinea ferroviario dal 1982 a 1995 e del servizio di trasporto pubblico lungo la ferrovia sino alla sua cessazione nel 1997

Terminata la seconda guerra mondiale, durante la quale le due stazioni di Macomer furono bombardate, la ferrovia fu oggetto di interventi di manutenzione, ed inoltre a fine anni cinquanta nel parco mezzi del compartimento FCS di Macomer arrivarono nuove automotrici (le ADe, entrate in servizio il 12 maggio 1958) e nuovi locomotori a trazione diesel che segnarono l'inizio dell'abbandono della trazione a vapore. In quegli anni inoltre alcune delle relazioni avevano termine e origine non nella stazione FCS di Macomer ma nello scalo FS macomerese, con treni posti in coincidenza con quelli delle Ferrovie dello Stato.
Il 14 giugno 1981 per motivi di sicurezza fu chiusa la ferrovia tra le proteste degli abitanti dei centri serviti dalla linea, parzialmente placate dalla riapertura nel 1982 del tratto da Macomer a Tresnuraghes, dopo che fu sostituito l'armamento dei binari. Nel 1989 alle FCS subentrarono le Ferrovie della Sardegna, divenute nel 2008 l'ARST Gestione FdS, confluita poi nel 2010 nell'ARST, attuale gestore della linea.
La suggestività degli scenari attraversati nel tratto chiuso, e la crescente domanda di turismo ferroviario nell'isola, portarono l'ESIT, la CEE e la Regione a finanziare la ricostruzione della tratta Tresnuraghes-Bosa Marina, che il 10 maggio 1995 fu riaperta al traffico come linea turistica delle FdS (la prima in ordine di tempo). Il capolinea però non si trovava più nella stazione di Bosa ma in quella di Bosa Marina, per via dell'impossibilità di ripristinare il tratto tra i due scali dovuta a fenomeni di erosione del terreno su cui passavano i binari, fatto che avrebbe compromesso la stabilità della ferrovia. L'intera Macomer-Bosa Marina infine venne destinata all'esclusivo uso turistico nel giugno 1997.

## Caratteristiche

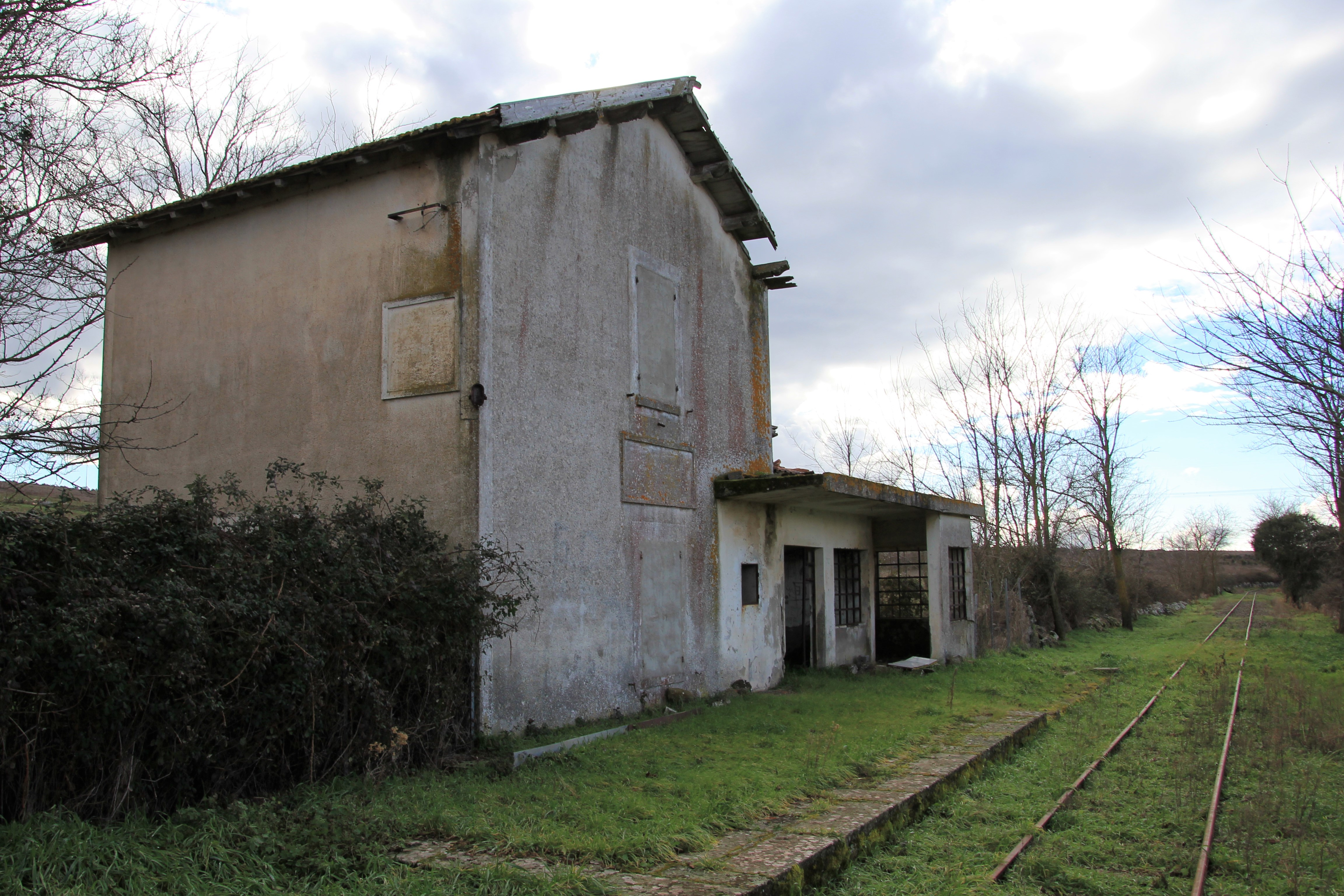
La fermata di Bara, posta in corrispondenza del culmine della linea

La ferrovia si estende complessivamente per 46 km tra la stazione ARST di Macomer e l'asse estremo di quella di Bosa Marina, scalo terminale della linea dal 1995; sino al 1981 invece l'intera ferrovia tra Macomer e l'originario capolinea di Bosa si estendeva per 48,103 km, misura comprensiva di una variante nella zona di Bosa Marina realizzata a inizio Novecento. La stazione di Macomer è posta nei pressi dello scalo RFI del centro del Marghine, a cui fu a lungo collegata da un breve raccordo (220 m) che rese la stazione macomerese della rete a scartamento ordinario capolinea di varie relazioni lungo la linea nel secondo dopoguerra. Il tracciato è armato con binari a scartamento da 950 mm, con l'impiego di rotaie Vignoles da 27 kg/m poste su traverse in legno, con uno sviluppo (comprensivo del tratto Bosa Marina-Bosa) per il 56,7% in rettilineo, con la presenza di curve di raggio minimo di 80 m e per circa il 66% dei casi attorno ai 100 m.

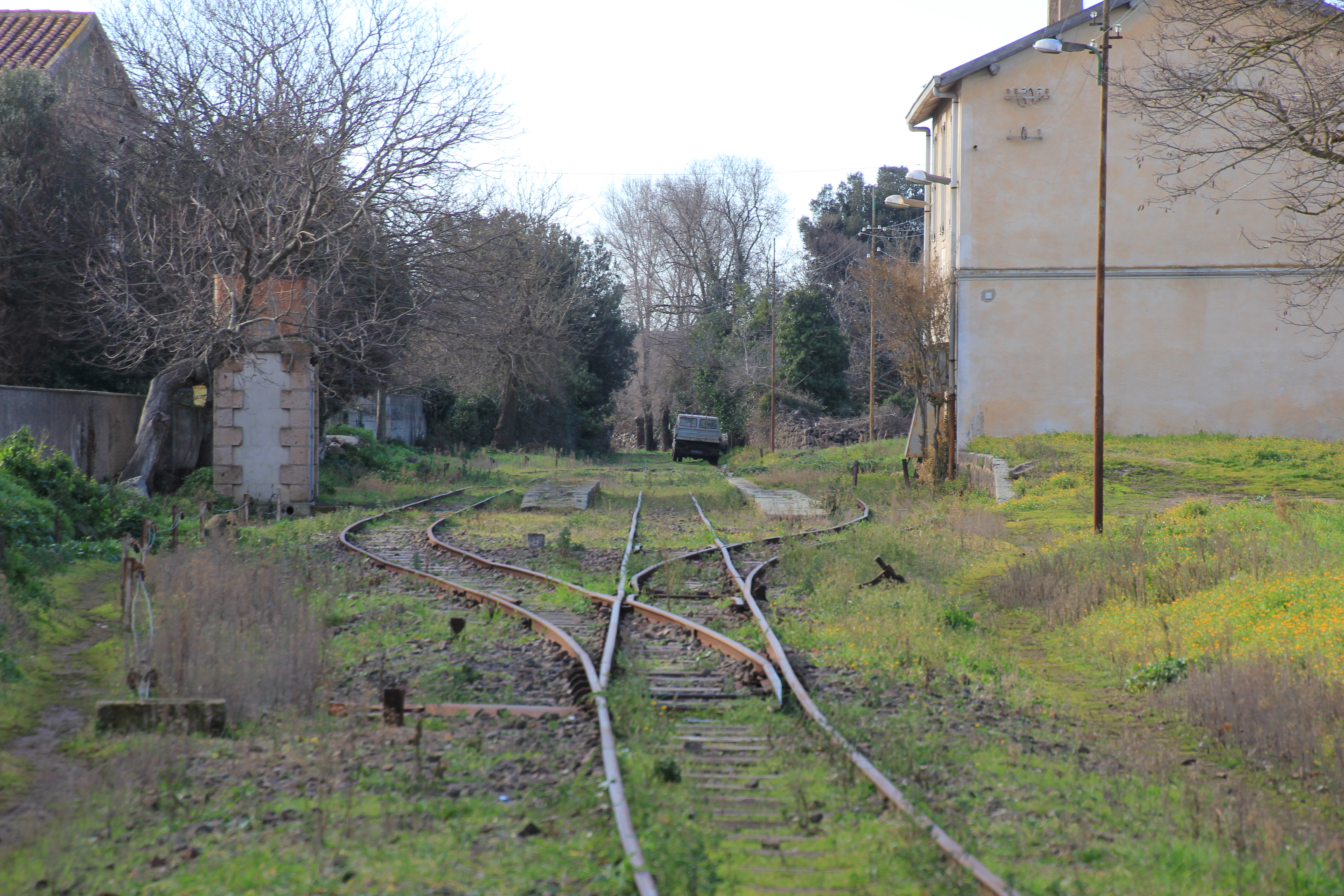
La stazione di Sindia, tra gli scali attrezzati per gli incroci

Per quanto riguarda l'andamento altimetrico la linea presenta pendenze rilevanti in oltre metà del suo sviluppo, con il 53,6% del tracciato da Macomer alla stazione di Bosa avente pendenze superiori al 20‰ con punte massime del 28‰; la porzione pianeggiante del percorso rappresenta invece il 22,2% del totale. Il culmine della linea è posto nella fermata di Bara a quota 637 m s.l.m., la stazione di Bosa Marina coi suoi 3 m s.l.m. rappresenta invece il punto più basso dell'intero tracciato (compreso anche quello dismesso per Bosa).
Lungo la linea sono attrezzate per gli incroci le stazioni intermedie di Sindia, Tinnura, Tresnuraghes-Cuglieri-Magomadas e Modolo, sono inoltre presenti le fermate di Bara, Santa Maria di Corte e Nigolosu.

### Percorso
| Continuation backward |

| Station on track |

| Unknown route-map component "dCONTgq" | Unknown route-map component "xABZgr" | Unknown route-map component "d" |

| Unknown route-map component "exSTR" |

| Unknown route-map component "KBHFxa" |

| Unknown route-map component "dCONTgq" | Unknown route-map component "ABZgr" | Unknown route-map component "d" |

| Level crossing |

| Unknown route-map component "hSTRae" |

| Unknown route-map component "dCONTgq" | Unknown route-map component "KRZu" | Unknown route-map component "dCONTfq" |

| Level crossing |

| Non-passenger station/depot on track |

| Small non-passenger station on track |

| Small non-passenger station on track |

| Non-passenger station/depot on track |

| Level crossing |

| Level crossing |

| Non-passenger station/depot on track |

| Level crossing |

| Level crossing |

| Non-passenger station/depot on track |

| Level crossing |

| Small non-passenger station on track |

| Non-passenger station/depot on track |

|  | Unknown route-map component "xdSHI3gl" | Unknown route-map component "SHI3+r" |

|  | Unknown route-map component "exdSTR" | Unknown route-map component "KDSTxe" |

| Unknown route-map component "+d" | Unknown route-map component "exdSTR" | Unknown route-map component "exABZg+l" | Unknown route-map component "exdENDEeq" |

|  | Unknown route-map component "exdSHI3g+l" | Unknown route-map component "exSHI3r" |

| Unknown route-map component "exKBHFe" |

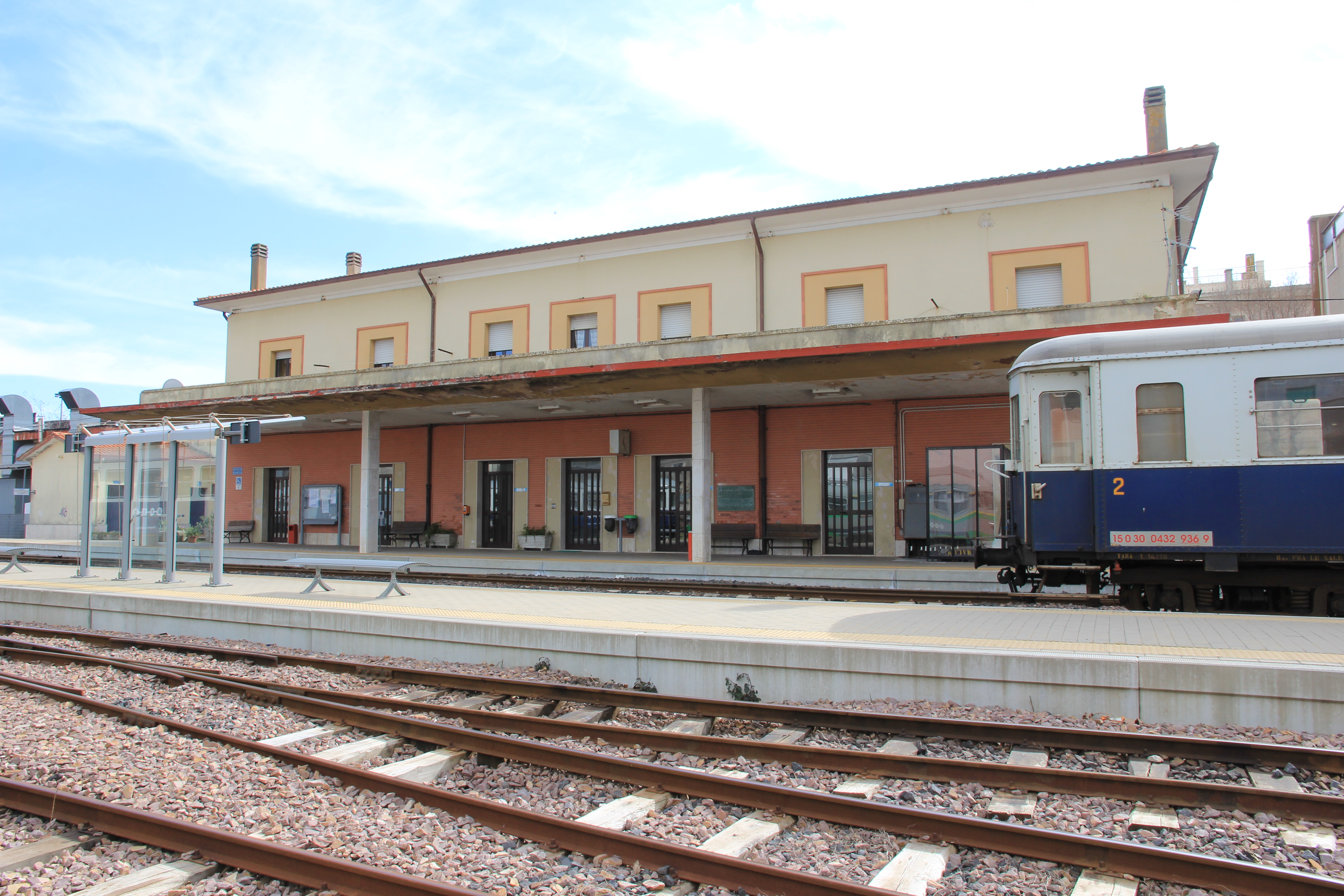
Il capolinea di Macomer

L'origine della ferrovia è posta nella stazione di Macomer dell'ARST, sede dei depositi del materiale rotabile a scartamento ridotto del centro Sardegna e della direzione d'esercizio; tuttavia per alcuni decenni il capolinea ferroviario fu nella vicina stazione RFI macomerese, in cui terminava un raccordo che univa i due scali cittadini.
Lasciata Macomer la linea prosegue in salita in direzione ovest, giungendo dopo pochi chilometri alla fermata di Bara, culmine della linea da cui inizia la lunga discesa verso la costa. L'impianto successivo ad essere servito è la fermata di Santa Maria di Corte, creata dopo la destinazione della linea a usi turistici nelle vicinanze dell'omonima abbazia, da cui le rotaie proseguono verso il primo centro abitato raggiunto dalla ferrovia, Sindia, dotato di una stazione ferroviaria. Il tracciato si sviluppa ora in Planargia e con un percorso piuttosto curvilineo ed in costante discesa raggiunge la stazione di Tinnura e, virando verso sud, quella di Tresnuraghes-Cuglieri-Magomadas, posta nel primo centro e che fu il capolinea occidentale del servizio di trasporto pubblico espletato sulla ferrovia dal 1982 sino alla cessazione del 1997.

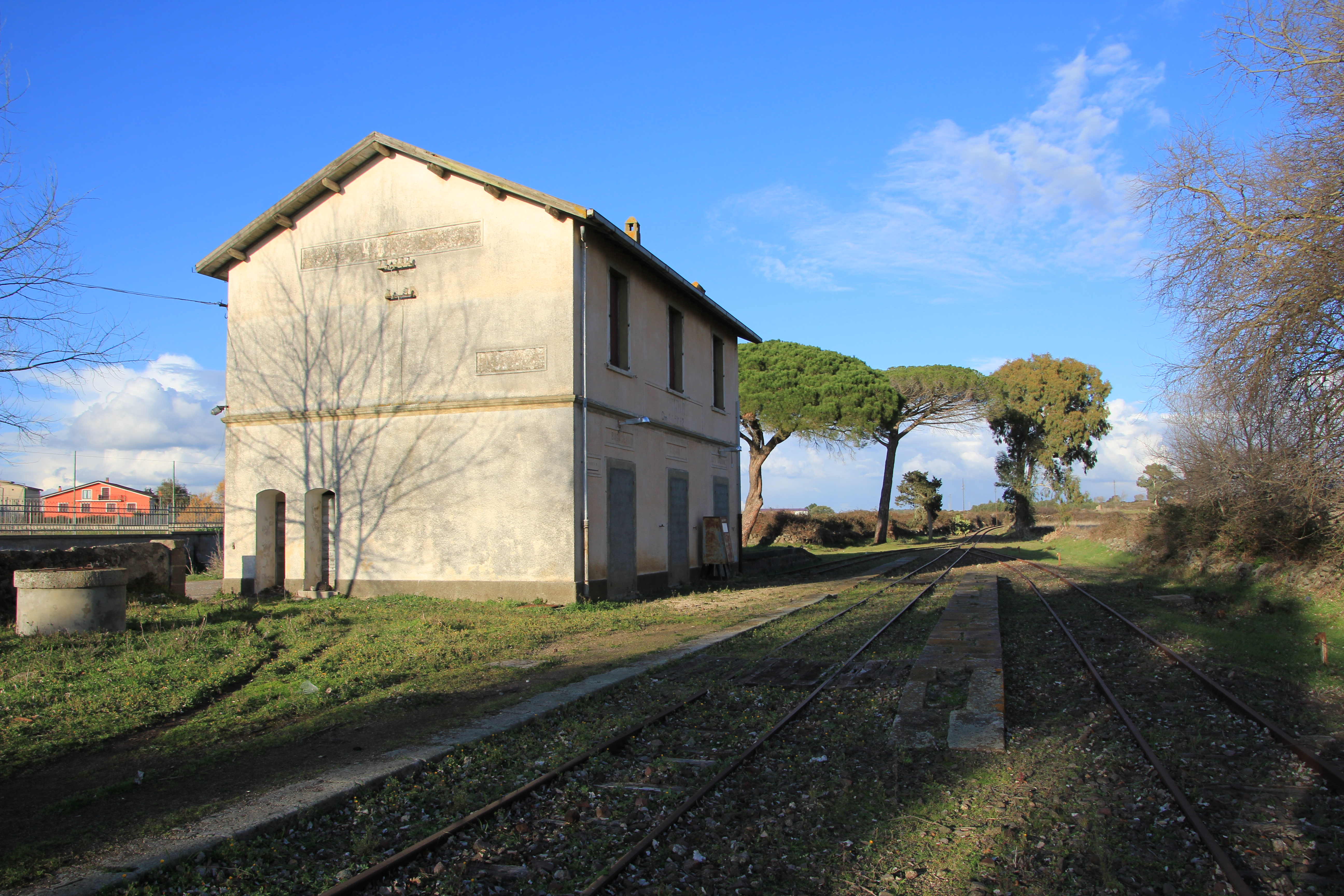
Lo scalo di Tinnura, denominato "Suni" nella prima metà del Novecento

La restante parte del tracciato è quella che non venne più impiegata dopo il 1981 e che fu ripristinata per usi turistici nel 1995: il percorso continua ancora verso sud per poi virare prima verso nord e successivamente in direzione nord-est avvicinandosi sempre più alla costa. Le successive tappe intermedie sono la fermata di Nigolosu e la stazione di Modolo, quest'ultima posta in un tratto in cui il percorso rientra nell'entroterra. Da qui in poi la linea raggiunge il mare e sviluppandosi in parte lungo la costa entra nella stazione di Bosa Marina, scalo posto in corrispondenza dell'omonima frazione marittima di Bosa che dal 1995 è il capolinea della ferrovia. Questa stazione (che è posta alla quota più bassa della linea) fu realizzata in un tratto in variante a inizio Novecento, mentre il percorso originario si sviluppava a est dell'abitato di Bosa Marina.

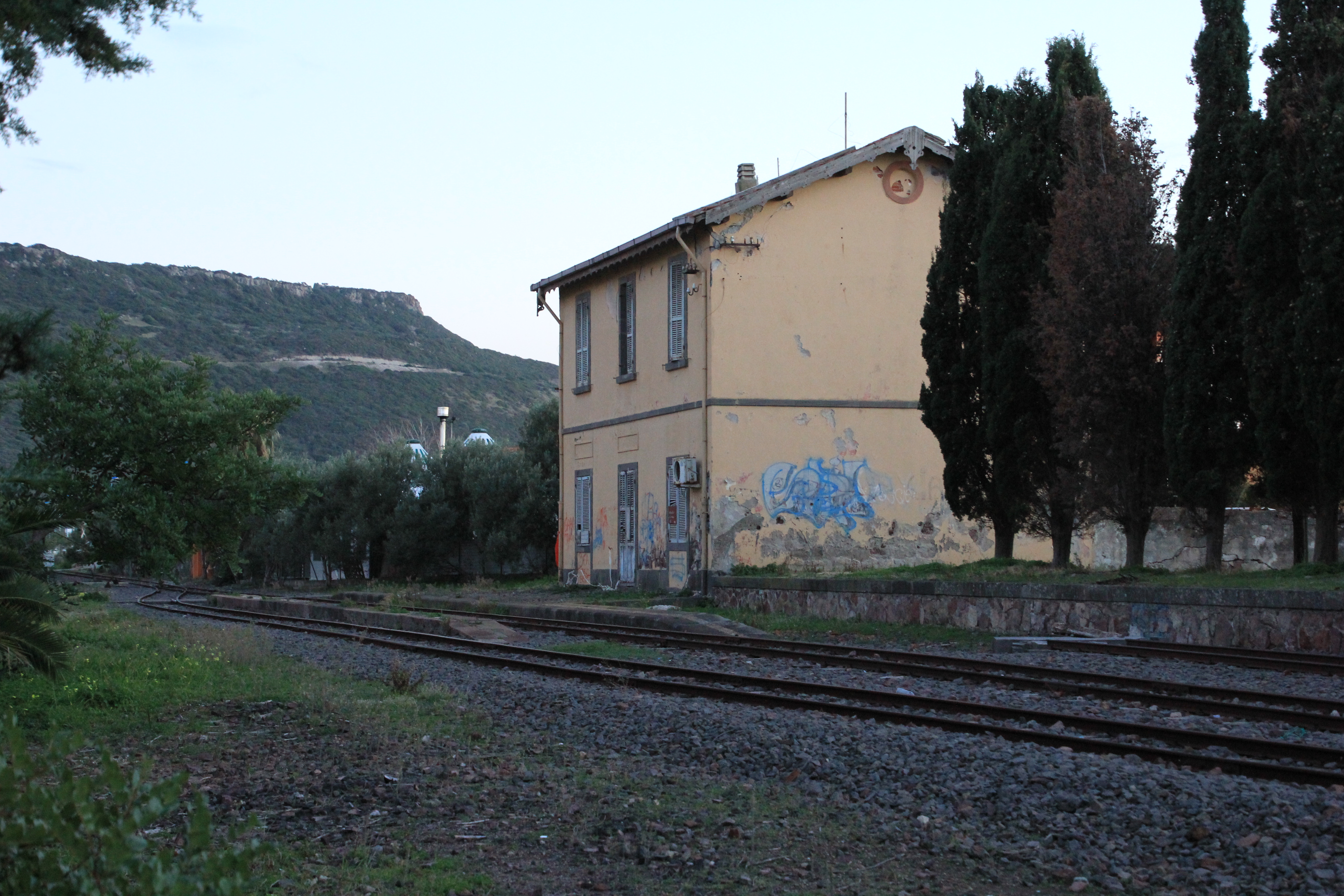
L'interno della stazione di Bosa Marina, dal 1995 capolinea della ferrovia

Il tracciato dismesso da Bosa Marina a Bosa (circa due chilometri) si snodava a sud del Temo, costeggiando in più punti il corso del fiume: il percorso, in buona parte ancora armato sebbene isolato dal resto della linea, terminava nella stazione di Bosa, lo scalo principale della ferrovia insieme a quello di Macomer, che dal 1981 è utilizzata esclusivamente per i servizi di autolinee.

## Traffico
Dal giugno 1997 la linea è attiva esclusivamente per le relazioni turistiche per tutta la sua intera lunghezza: da metà primavera all'autunno la ferrovia è utilizzata per una serie di corse programmate, in particolare nel periodo estivo in cui alcune relazioni sulla linea vengono espletate in alcuni giorni della settimana prevalentemente sulla tratta Macomer-Bosa Marina. Con riferimento all'estate 2016 viene effettuata una coppia di corse settimanale tra i due scali capolinea, con una eventuale relazione facoltativa in direzione Macomer ed una coppia di corse (anch'esse facoltative) tra Bosa Marina e Tresnuraghes.
Oltre ai viaggi a calendario è inoltre possibile viaggiare lungo la linea su prenotazione da parte dei turisti durante qualunque periodo dell'anno, con la possibilità di scegliere il materiale rotabile e di personalizzare orari, percorso e soste.